# Diapheromera covilleae
Diapheromera covilleae är en insektsart som beskrevs av Rehn, J.A.G. och Morgan Hebard 1909. Diapheromera covilleae ingår i släktet Diapheromera och familjen Diapheromeridae. Inga underarter finns listade i Catalogue of Life.